# Dysartia
Dysartia is een vliegengeslacht uit de familie van de halmvliegen (Chloropidae).

## Soorten
- D. latigena Sabrosky, 1991